# Areuse
Die Areuse ist mit 32 Kilometern Länge und einem Einzugsgebiet von rund 400 Quadratkilometern der Hauptfluss im Kanton Neuenburg in der Westschweiz. Sie mündet von Westsüdwesten in den Neuenburgersee.

## Name
Ihr Name leitet sich vermutlich vom spätvulgärlateinischen "arrogium" (Fluss) ab und findet 1280 als Arosa, 1590 als La Reuse Erwähnung.

## Geografie

### Source de l’Areuse

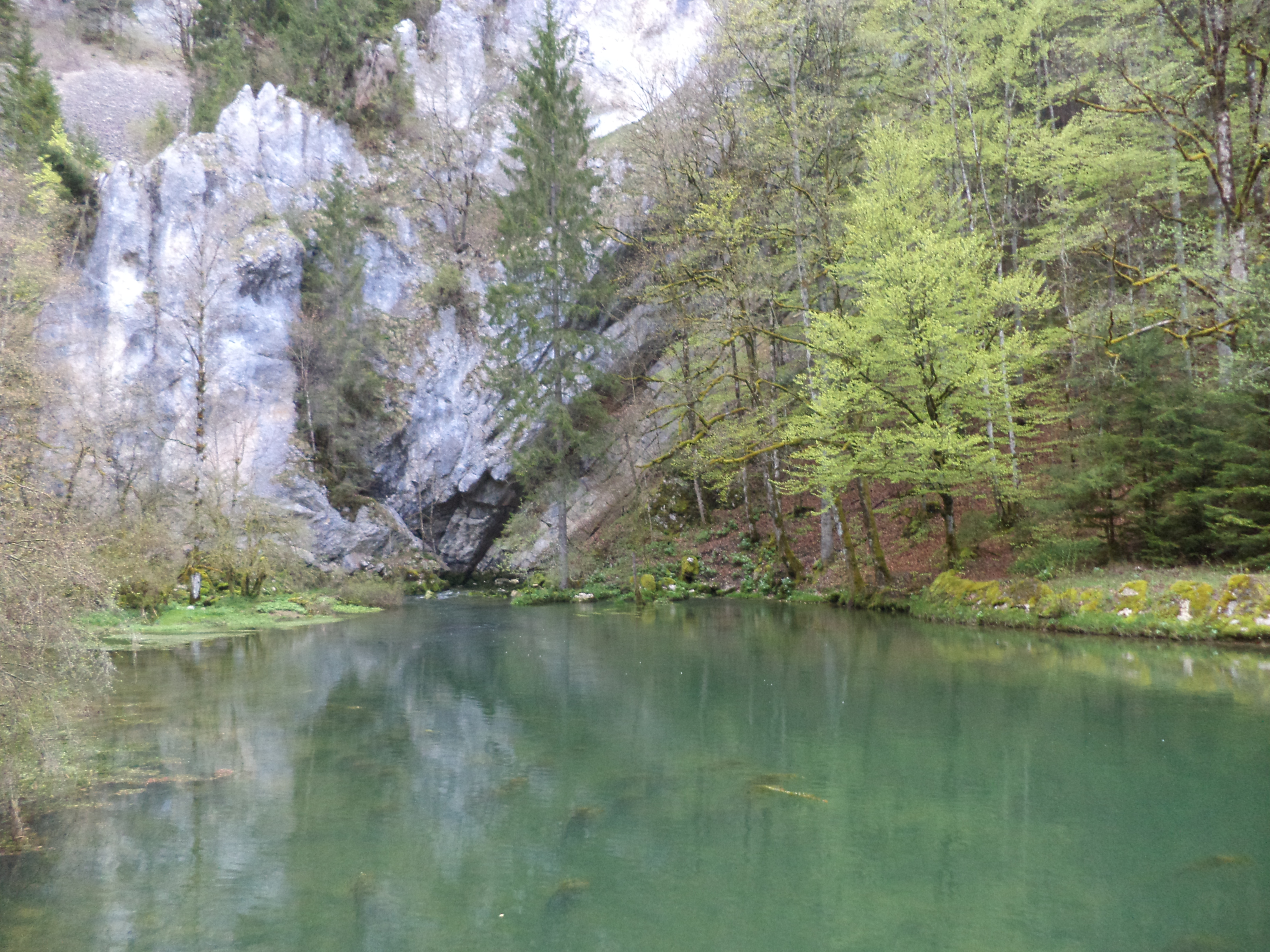
Karstquelle der Areuse.

Die Source de l’Areuse (dt. Quelle der Areuse) liegt auf 800 m ü. M. im Neuenburger Jura in der Klus von Saint-Sulpice (NE). Der Fluss entspringt dort am Fuss eines Felsens (Vauclusetyp) mit einer mittleren Schüttung von 700 Litern pro Sekunde. Während der Schneeschmelze (und besonders bei gleichzeitigen langanhaltenden Niederschlagsereignissen) kann die Schüttung auf weit über 10.000 l/s steigen. Gespeist wird die Karstquelle vom Wasser des oberirdisch abflusslosen Lac des Taillères, der sechs Kilometer weiter nördlich im Hochtal von La Brévine liegt. Der Quellteich ist durch ein Betonwehr aufgestaut.

### Verlauf
Die Areuse fliesst nach Osten durch die Klus von Saint-Sulpice und erreicht bei Fleurier das breite Juralängstal Val de Travers zwischen den Bergketten von Chasseron und Soliat im Süden und Crêt du Cervelet im Norden. In Fleurier nimmt sie von rechts das Wasser des Flusses Buttes auf, der zwar mit etwa 15 Kilometern um einiges länger ist als die Areuse bis zu dieser Stelle, aber deutlich weniger Wasser führt.

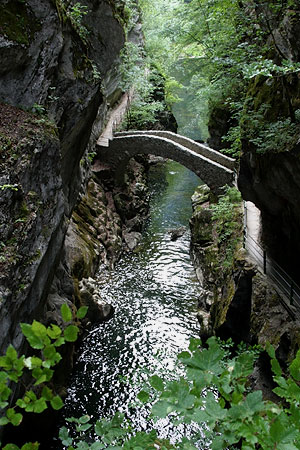
Brücke in den Gorges de l'Areuse zwischen Noiraigue und Boudry.

Der zweite nennenswerte Nebenfluss ist die nur 700 Meter lange Noiraigue, die bei der gleichnamigen Ortschaft in die Areuse mündet. Die Noiraigue entspringt ebenfalls aus einer Karstquelle, welche vom Wasser des in einem Weiher im Hochtal von Les Ponts-de-Martel versickernden Bied gespeist wird.
Unterhalb von Noiraigue durchbricht die Areuse die südöstlichste Jurakette in einer tiefen Schlucht. Die Gorges de l’Areuse zählen zu den bedeutenden Naturmonumenten im Jura und sind mit einem Wanderweg erschlossen. Der Fluss stürzt im Bereich der langgezogenen Schlucht über mehrere Wasserfälle 270 Meter in die Tiefe. Zwischen Noiraigue und dem Bahnviadukt bei Boudry überqueren auf einer Strecke von 9,5 Kilometern 17 Brücken und Stege die Areuse; die bekannteste Areusebrücke ist die Steinbogenbrücke beim Saut de Brot. Am Jurasüdfuss fliesst die Areuse durch die Gemeinde Boudry und den Weiler Grandchamp (mit seiner gleichnamigen Communauté) und mündet sechs Kilometer südwestlich von Neuenburg mit einem breiten Schwemmfächer in den Neuenburgersee.

### Einzugsgebiet
Das Einzugsgebiet der Areuse ist 394,44 km² gross und besteht zu 48,1 % aus bestockter Fläche, zu 46,4 % aus Landwirtschaftsfläche und zu 4,1 % aus Siedlungsfläche.
Die Mittlere Höhe des Einzugsgebietes beträgt 1070 m ü. M., die Minimale Höhe liegt bei  428 m ü. M. und die Maximale Höhe bei 1603 m ü. M.

### Zuflüsse
- Le Rio (rechts)
- L’Ubena (links)
- Le Ruisseau de Fin des Iles (rechts)
- Le Buttes (rechts)
- Le Fleurier (rechts)
- Le Bied de Môtier (rechts)
- La Vieille Areuse (rechte Abzweigung)

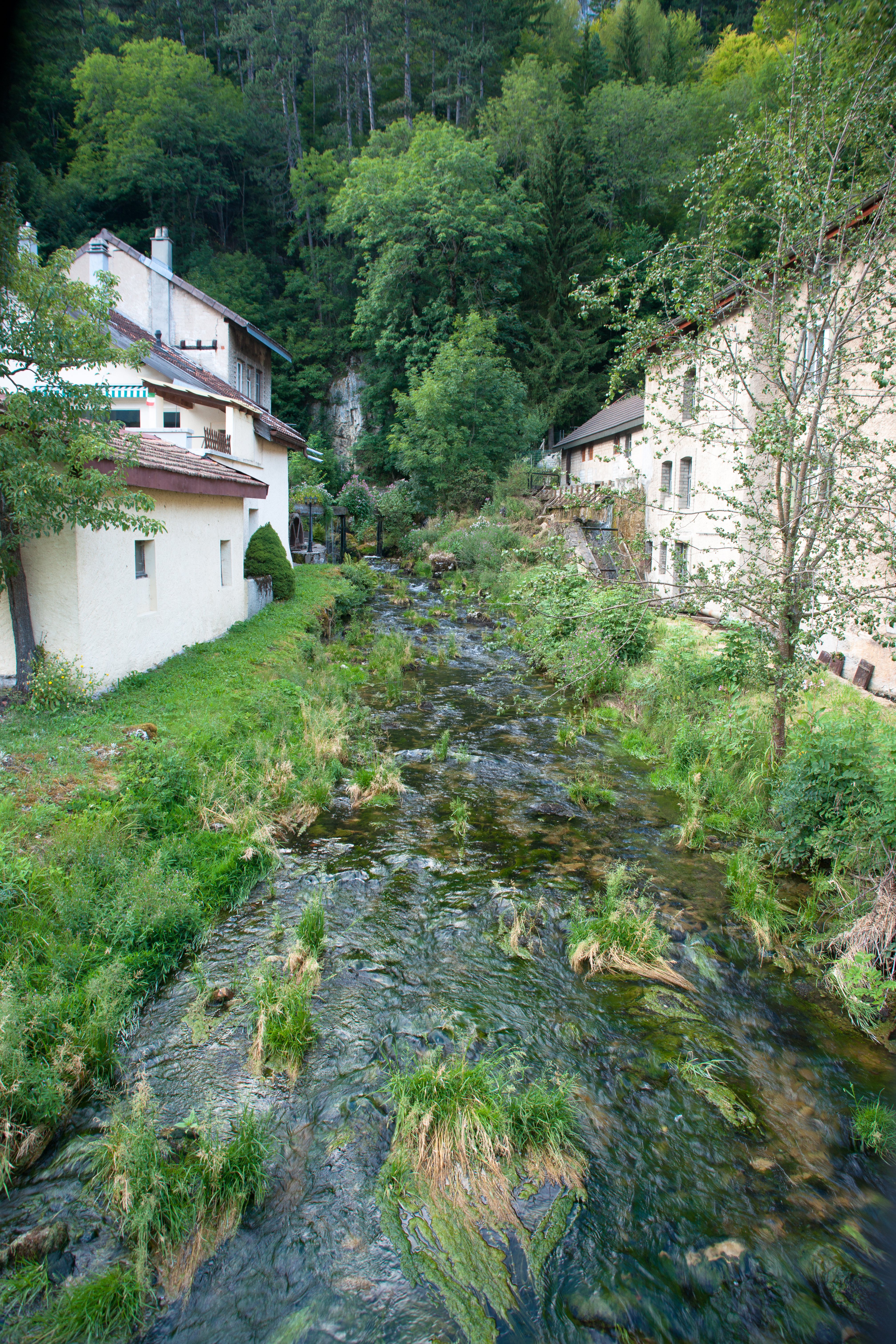
Die Noiraigue

- Le Grand Fossé (links)
- Les Bochats (rechts)
- Petit Marais  (rechts)
- Le Sucre (links)
- Le Croset (links)
- La Presta (rechts)
- Mosset (rechts)
- Le Loclat (links)
- Les Domaines (rechts)
- La Belleta (rechts)

- Le Passet (rechts)
- Le Crêt de l'anneau (links)
- Les Chenevières (links)
- La Noiraigue (links)
- Les Planchettes (links)
- Les Moyats (links)
- Le Vielvaux (links)
- Lanvouennes (rechts)
- Pontareuse (rechts)
- Les Sagnes (rechts)
- Le Merdasson (links)
- Les Gougillettes (links)
- Le Vivier (rechte Abzweigung)

## Brücken

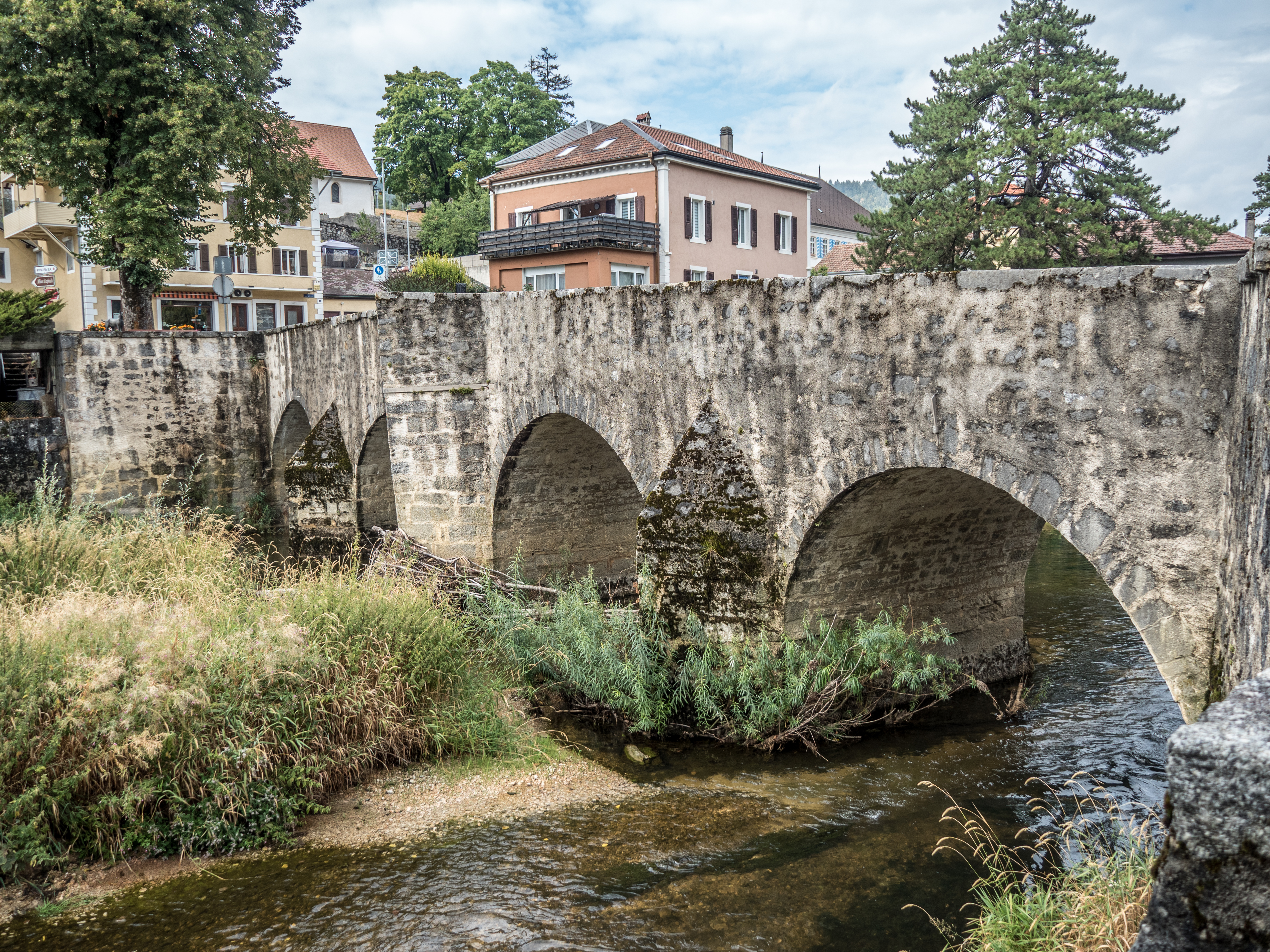
Pont de Travers von 1525

Auf ihrem Weg wird die Areuse von rund 70 Brücken überquert. Die Steinbogenbrücke in Travers ist denkmalgeschützt.

## Besonderes
Der Flusslauf wurde von 1867 bis 1869 zwischen Fleurier und Couvet korrigiert. Weitere grössere Korrektionen wurden von 1949 bis 1984 vorgenommen.
Die Wasserkraft der Areuse wird seit dem 14. Jahrhundert an verschiedenen Stellen durch Mühlen, Sägereien, in neuerer Zeit auch durch Zementwerke und Elektrizitätswerke genutzt.